# Liste der Nummer-eins-Hits in Österreich (1979)
Dies ist eine Liste der Nummer-eins-Hits in Österreich im Jahr 1979. Sie basiert auf den Single- und Albumlisten der österreichischen Charts. Die Top-25-Single- und -Albumcharts wurden monatlich jeweils am 15. veröffentlicht. Am 1. Januar 1980 wurde auf halbmonatliche Charts umgestellt, so dass die Charts vom 15. Dezember nur bis einschließlich 31. Dezember gültig waren.

## Singles
| ← 1978 ← | Liste der Nummer-eins-Hits in Österreich | Liste der Nummer-eins-Hits in Österreich | Liste der Nummer-eins-Hits in Österreich                  | 1980 →                    |
| \| Zeitraum \| Wo. ges. \| Interpret \| Titel Autor(en) \| Zusätzliche Informationen \| \| (Zeitraum, Wochen auf Platz eins, Interpret, Titel, Autor[en], zusätzliche Informationen) \| \| \| \| \| \| ----------------------------------------------------------------------------------------- \| -------- \| ---------------------------------- \| --------------------------------------------------------- \| ------------------------- \| \| 15. Dezember 1978 – 14. Januar 1979 5 Wochen \| 5 \| John Travolta & Olivia Newton-John \| Summer Nights Warren Casey, Jim Jacobs \| – \| \| 15. Januar 1979 – 14. Februar 1979 4 Wochen \| 4 \| Richard Clayderman \| Ballade pour Adeline Paul Marie André de Senneville \| – \| \| 15. Februar 1979 – 14. April 1979 8 Wochen \| 8 \| Village People \| Y.M.C.A. Musik: Jacques Morali; Text: Henri Belolo \| – \| \| 15. April 1979 – 14. Juni 1979 9 Wochen \| 9 \| Blondie \| Heart of Glass Deborah Harry, Christopher Stein \| – \| \| 15. Juni 1979 – 14. Juli 1979 4 Wochen \| 4 \| Patrick Hernandez \| Born to Be Alive Patrick Pierre Hernandez \| – \| \| 15. Juli 1979 – 14. September 1979 9 Wochen \| 9 \| Eruption \| One Way Ticket Jack Keller, Hank Hunter \| – \| \| 15. September 1979 – 14. November 1979 9 Wochen \| 9 \| Boney M. \| El Lute / Gotta Go Home Hans Blum, Frank Farian, Fred Jay \| – \| \| 15. November 1979 – 31. Dezember 1979 7 Wochen \| 7 \| Cliff Richard \| We Don’t Talk Anymore Alan Tarney, Bruce Welch \| – \| |                                          |                                          |                                                           |                           |
| ← 1978 |                                          |                                          |                                                           | → 1980 →                  |
| Zeitraum | Wo. ges.                                 | Interpret                                | Titel Autor(en)                                           | Zusätzliche Informationen |
| (Zeitraum, Wochen auf Platz eins, Interpret, Titel, Autor[en], zusätzliche Informationen) |                                          |                                          |                                                           |                           |
| 15. Dezember 1978 – 14. Januar 1979 5 Wochen | 5                                        | John Travolta & Olivia Newton-John       | Summer Nights Warren Casey, Jim Jacobs                    | –                         |
| 15. Januar 1979 – 14. Februar 1979 4 Wochen | 4                                        | Richard Clayderman                       | Ballade pour Adeline Paul Marie André de Senneville       | –                         |
| 15. Februar 1979 – 14. April 1979 8 Wochen | 8                                        | Village People                           | Y.M.C.A. Musik: Jacques Morali; Text: Henri Belolo        | –                         |
| 15. April 1979 – 14. Juni 1979 9 Wochen | 9                                        | Blondie                                  | Heart of Glass Deborah Harry, Christopher Stein           | –                         |
| 15. Juni 1979 – 14. Juli 1979 4 Wochen | 4                                        | Patrick Hernandez                        | Born to Be Alive Patrick Pierre Hernandez                 | –                         |
| 15. Juli 1979 – 14. September 1979 9 Wochen | 9                                        | Eruption                                 | One Way Ticket Jack Keller, Hank Hunter                   | –                         |
| 15. September 1979 – 14. November 1979 9 Wochen | 9                                        | Boney M.                                 | El Lute / Gotta Go Home Hans Blum, Frank Farian, Fred Jay | –                         |
| 15. November 1979 – 31. Dezember 1979 7 Wochen | 7                                        | Cliff Richard                            | We Don’t Talk Anymore Alan Tarney, Bruce Welch            | –                         |

## Alben
| ← 1978 ← | Liste der Nummer-eins-Alben in Österreich | Liste der Nummer-eins-Alben in Österreich | Liste der Nummer-eins-Alben in Österreich               | 1980 →                    |
| \| Zeitraum \| Wo. ges. \| Interpret \| Titel \| Zusätzliche Informationen \| \| (Zeitraum, Wochen auf Platz eins, Interpret, Titel, zusätzliche Informationen) \| \| \| \| \| \| ------------------------------------------------------------------------------ \| -------- \| -------------------------- \| ------------------------------------------------------- \| ------------------------- \| \| 15. November 1978 – 14. Januar 1979 9 Wochen \| 9 \| (Soundtrack) \| Grease: The Original Soundtrack from the Motion Picture \| – \| \| 15. Januar 1979 – 14. Februar 1979 4 Wochen \| 4 \| Richard Clayderman \| Ballade pour Adeline \| – \| \| 15. Februar 1979 – 14. März 1979 4 Wochen \| 4 \| (Verschiedene Interpreten) \| Disco Motion \| – \| \| 15. März 1979 – 14. April 1979 4 Wochen \| 4 \| Village People \| Cruisin’ \| – \| \| 15. April 1979 – 14. Juli 1979 13 Wochen \| 13 \| Richard Clayderman \| Träumerei \| – \| \| 15. Juli 1979 – 14. September 1979 9 Wochen \| 9 \| (Verschiedene Interpreten) \| Disco Laser \| – \| \| 15. September 1979 – 14. Oktober 1979 5 Wochen \| 5 \| (Verschiedene Interpreten) \| Disco Action \| – \| \| 15. Oktober 1979 – 14. Dezember 1979 8 Wochen \| 8 \| Boney M. \| Oceans of Fantasy \| – \| \| 15. Dezember 1979 – 31. Dezember 1979 3 Wochen \| 3 \| Supertramp \| Breakfast in America \| – \| |                                           |                                           |                                                         |                           |
| ← 1978 |                                           |                                           |                                                         | → 1980 →                  |
| Zeitraum | Wo. ges.                                  | Interpret                                 | Titel                                                   | Zusätzliche Informationen |
| (Zeitraum, Wochen auf Platz eins, Interpret, Titel, zusätzliche Informationen) |                                           |                                           |                                                         |                           |
| 15. November 1978 – 14. Januar 1979 9 Wochen | 9                                         | (Soundtrack)                              | Grease: The Original Soundtrack from the Motion Picture | –                         |
| 15. Januar 1979 – 14. Februar 1979 4 Wochen | 4                                         | Richard Clayderman                        | Ballade pour Adeline                                    | –                         |
| 15. Februar 1979 – 14. März 1979 4 Wochen | 4                                         | (Verschiedene Interpreten)                | Disco Motion                                            | –                         |
| 15. März 1979 – 14. April 1979 4 Wochen | 4                                         | Village People                            | Cruisin’                                                | –                         |
| 15. April 1979 – 14. Juli 1979 13 Wochen | 13                                        | Richard Clayderman                        | Träumerei                                               | –                         |
| 15. Juli 1979 – 14. September 1979 9 Wochen | 9                                         | (Verschiedene Interpreten)                | Disco Laser                                             | –                         |
| 15. September 1979 – 14. Oktober 1979 5 Wochen | 5                                         | (Verschiedene Interpreten)                | Disco Action                                            | –                         |
| 15. Oktober 1979 – 14. Dezember 1979 8 Wochen | 8                                         | Boney M.                                  | Oceans of Fantasy                                       | –                         |
| 15. Dezember 1979 – 31. Dezember 1979 3 Wochen | 3                                         | Supertramp                                | Breakfast in America                                    | –                         |